# Bulbophyllum raui
Bulbophyllum raui là một loài phong lan thuộc chi Bulbophyllum.